# Spaced Invaders
Spaced Invaders (Conocida en España como Locos invasores del espacio y en Hispanoamérica como Invasores del espacio) es una comedia estadounidense producida en 1990 por Silver Screen Partners IV, Smart Egg Pictures y Touchstone Pictures y distribuida por Buena Vista Pictures. La película es protagonizada por Douglas Barr, Royal Dano y Ariana Richards, quien años más tarde interpretaría a Lex en Parque Jurásico.

## Argumento
La historia inicia en el espacio durante una guerra intergaláctica, cuando los pocos sobrevivientes de Marte confunden una radiodifusión del especial de ciencia ficción "La guerra de los mundos" con una declaración de guerra real, son enviados por su nuevo y malvado gobernante a destruir la tierra. Finalmente van a parar a un pequeño pueblo llamado "Big Bean" en Illinois. Allí están recién llegados Sam y su pequeña hija Kathy quienes están empezando a adaptarse al pequeño pueblo. El pueblo en general es aburrido, sobre todo para Kathy, la gente es muy sencilla y no hay mucho que hacer.
En la noche de Halloween que es la noche de la transmisión del programa sobre "La guerra de los Mundos" es cuando aparecen los extraterrestres sobre la tierra. Como extraterrestres se confunden en la fiesta y es así como logran hacerse amigos de Kathy y su nuevo amigo Brian. Kathy, mediante la mascota de los extraterrestres, es la única que se da cuenta de que ellos son marcianos y que en realidad están en un error y que lo único que deben hacer es regresar a Marte. Así que inventa ser la prima de los extraterrestres y junto con Brian los ayudan a protegerse de la gente del pueblo y les ayudan a entender que no existe guerra alguna y que deben regresar a Marte.
Desafortunadamente para cuando los marcianos, descubren y se dan cuenta de que todo es una farsa se sienten decepcionados y no solamente eso empiezan a sentir nostalgia por regresar a Marte pues se sienten amenazados por los humanos y muy vulnerables, su gobernante llega a la tierra con la idea de destruirla y aquel que no obedezca será destruido también. Es entonces cuando Kathy decide contarle la verdad a su padre, para que este intervenga y los ayude a regresar a Marte. Al principio se muestra renuente pues cree que los marcianos realmente buscan destruir la tierra, pero luego comprende la verdadera situación gracias a Kathy.
Es entonces cuando no sólo debe enfrentarse al gobernante de los marcianos sino también debe luchar por convencer a la gente del pueblo que no se trata de una invasión sino de un error para así lograr que los marcianos regresen a su lugar de origen sin problemas.

## Elenco
- Douglas Barr es Sam.
- Royal Dano es Wrenchmuller.
- Ariana Richards es Kathy.
- J.J. Anderson es Brian.
- Greg Berger es Klembecker.
- Wayne Alexander es Vern.
- Fred Applegate es Russell.
- Patricka Darbo es Sra. Vanderspool
- Tonya Lee Williams es Ernestine.
- Ryan Goldstein es Sid Ghost.
- Barry O'Neill es niño disfrazado de payaso.
- Adam Hansley es niño disfrazado de cerdo.
- Casey Sander es radiolocutor.
- Rose Parenti es esposa anciana.
- Glen Vernon es anciano #1.
- Hal Riddle es anciano #2.
- William Holmes es hombre tonto #1.
- James Eustermann es payaso.
- Justine L. Henry es Dody.
- Kent Minault es hombre tonto #2.
- Kevin Thompson es Blaznee.
- Jimmy Briscoe es Capitán Bipto.
- Tony Cox es Pez.
- Debbie Lee Carrington es Dr. Ziplock
- Tommy Madden es Giggywig.
- Jeff Winkless es Capitán Bipto (Voz).
- Bruce Lanoil es Pez (Voz).
- Joe Alaskey es Dr. Ziplock (Voz).
- Tony Pope es Giggywig (Voz).
- Patrick Read Johnson es Comandante/Enforcer Drone (Voz).
- Kikr R. Thatcher es Shortstuff (Voz).
- Patrick Brock es Vaquero.
- Franco Tarrico es el Transexual que Toma Fotografías.

## Recepción
La película fue un fracaso en taquilla recaudó $4,474,336 en su fin de semana de estreno colocándose en la posición #4 y en general en 1990 se posiciona en el lugar #81. La película no sólo fracasó en la taquilla sino también en la crítica, en el sitio web Rotten Tomatoes tiene un porcentaje de críticas positivas de 8%.